# Ugo Boggi
Ugo Boggi (Carrara, 21 giugno 1965) è un medico italiano, noto per aver creato alcune tecniche chirurgiche adottate come standard internazionali.
Con oltre 300 articoli scientifici con peer-review in esteso e più di 600 menzioni sul National Center for Biotechnology Information è considerato uno dei massimi esperti di chirurgia robotica e di trapianti del pancreas, del fegato e del rene; è anche il creatore di tre tecniche chirurgiche originali adottate come standard internazionali, ovvero il prelievo multi organo addominale in blocco, il trapianto di pancreas retroperitoneale con drenaggio portale-enterico e la pancreasectomia centrale con pancreaticodigiunostomia inframesocolica.

## Biografia
Nato a Carrara, si è laureato con lode in medicina e chirurgia nel 1990 presso l'Università di Pisa, dove ha poi conseguito due specializzazioni: una in chirurgia addominale e una in endoscopia digestiva chirurgica. Ha poi effettuato parte del proprio training negli USA, presso il Cabrini Medical Center di New York, abilitandosi sempre qui alla professione medica.
Diventa poi professore ordinario di chirurgia generale all'università di Pisa, nel dipartimento di Ricerca Traslazionale e delle nuove Tecnologie in Medicina e Chirurgia, e diviene direttore della U.O. Complessa di Chirurgia Generale e dei Trapianti dell'Azienda Ospedaliero Universitaria Pisana. Inoltre, è anche professore associato aggiunto in chirurgia generale presso la University of Pittsburgh.
Ha eseguito il primo caso al mondo di trapianto isolato di pancreas con il robot e il primo trapianto pediatrico da donatore vivente adulto mai eseguito in Italia. È noto per aver creato alcune tecniche adottate come standard internazionali da parte della comunità medica e scientifica ed è inoltre presidente della Società Italiana dei Trapianti d'Organo (SITO).
Nel 2010 ha realizzato per la prima volta al mondo un trapianto robotico di pancreas e, lo stesso anno, un trapianto simultaneo di rene e di pancreas robotico; poi una epatectomia destra robotica a scopo di trapianto adulto-adulto nel 2012) e uno shunt spleno-renale distale selettivo per il trattamento dell'ipertensione portale nel 2013).
In Europa ha eseguito il primo trapianto simultaneo di rene da vivente e di pancreas da cadavere nel 2001) e il primo trapianto renale robotico nel 2010), mentre in Italia divenne noto per aver sperimentato il trapianto renale in modalità cross-over (3 coppie) nel 2005,, la donazione renale robotica a scopo di trapianto nel 2008, la donazione renale laparoscopica "con accesso singolo" a scopo di trapianto nel 2010) e la donazione laparoscopica di fegato per trapianto adulto-bambino da donatore vivente lo stesso anno.
Ha organizzato la “First World Consensus Conference on Pancreas Transplantation”, dal 17 al 19 ottobre a Pisa, che vedrà per la prima volta riuniti i principali esperti da tutto il mondo per definire le linee guida internazionali per l’applicazione di questa importante opzione terapeutica.
Ha organizzato il Congresso Nazionale della Società Italiana di Chirurgia, che mancava da 118 anni a Pisa.
È Editor-in-Chief dell'European Journal of Transplantation.
Il 27 novembre del 2024 ha ricevuto l'Alta benemerenza civica a Carrara.
Il 20 dicembre del 2024 ha ricevuto l'onorificenza di Commendatore.
Dal 15 al 18 giugno 2025 ha presiduto il XX Congresso mondiale dei trapianti di pancreas e isole pancreatiche. 